# Szőc
Szőc (vyslovováno [séc], německy Sitz) je vesnice v Maďarsku v župě Veszprém, spadající pod okres Ajka. Nachází se asi 9 km jihozápadně od Ajky. V roce 2015 zde žilo 433 obyvatel. Dle údajů z roku 2011 tvoří 59,1 % obyvatelstva Maďaři a 0,2 % Rumuni, přičemž 40,9 % obyvatel se ke své národnosti nevyjádřilo.
Sousedními vesnicemi jsou Halimba, Nyirád a Pusztamiske, sousedním městem Ajka.